# Otto IV. (Weimar-Orlamünde)
Otto IV. von Weimar-Orlamünde, nach anderer Zählweise auch Otto VI. (* vor 1279; † zw. 15. Mai 1318 und 20. August 1318) war ein Graf aus dem Geschlecht Weimar-Orlamünde.
Otto IV. war der Sohn Ottos III. von Weimar-Orlamünde und Agnes, einer geborenen Gräfin von Truhendingen. Seine Geschwister waren Otto V., Agnes und Hermann.
Er heiratete vor 14. Dezember 1296 Gräfin Adelheid von Käfernburg († zw. 10. August 1304 und 27. März 1305), Tochter von Graf Günther VII. von Käfernburg († 1302) und Gräfin Adelheid von Schwarzburg († 1319). Aus der ersten Ehe entstammt:
- Graf Otto VI. von Weimar-Orlamünde; ⚭ Landgräfin Kunigunde von Leuchtenberg

In zweiter Ehe war er seit 1308 mit Katharina von Hessen († 1322) verheiratet, einer Tochter des Landgrafen Heinrich I. von Hessen. Aus der zweiten Ehe entstammt:
- Gräfin Elisabeth von Weimar-Orlamünde († 1362); ⚭ Graf Heinrich X. von Schwarzburg-Blankenburg-Arnstadt